# Joaquima Messeguer
Joaquima Messeguer (Catalunya, segle XX) és una jugadora de tennis de taula catalana.
Membre del Club Tennis Barcino es proclamà campiona d'Espanya de dobles el 1972, fent parella amb Pilar Lupón. L'any següent aconseguí el Campionat d'Espanya per equips amb el club barceloní. A nivell provincial, aconseguí quatre campionats de Barcelona en dobles de forma consecutiva (1971, 1972, 1973, 1974, també amb Pilar Lupón).